# Comportamento agonístico

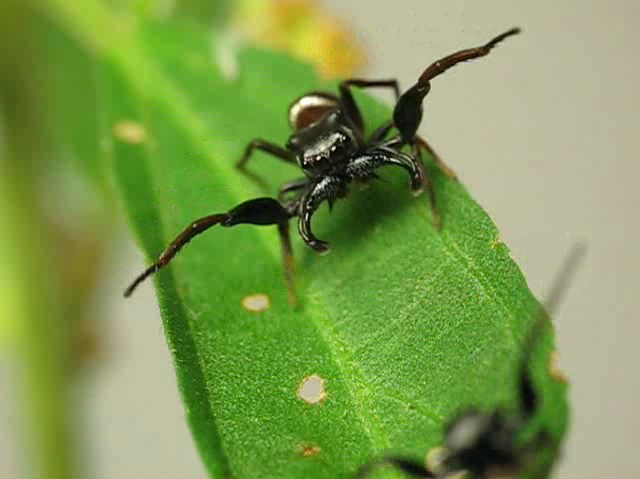
Comportamento agonístico em machos de Zygoballus sexpunctatus

Em etologia, comportamento agonístico é qualquer comportamento social relacionado à luta. Portanto, é uma categoria mais ampla que agressão, pois não envolve apenas o ato agressivo em si, mas também exibições, fugas, conciliação. O termo foi cunhado por Scott e Fredericson em 1951. O comportamento agonístico é visto em muitos animais já que os recursos alimentares, cópulas e abrigo são recursos limitados, e acaba provocando disputas entre os interesses individuais.
Algumas formas de comportamento agonístico aparecem em contextos de competição por recursos, como comida ou cópulas. Muitas vezes, envolve apenas a apresentação de ameaças e exibições, sem a ocorrência de um embate propriamente dito: o animal mais ameaçador é capaz de vencer uma disputa sem chegar na agressão propriamente dita. A territorialidade é um bom exemplo de situação em que há a ocorrência de comportamentos agonísticos, e o residente do território geralmente ganha o embate, expulsando o intruso. Embora esses comportamentos variem muito, pode-se dividir em três tipos: ameaça, agressão e submissão. Esses comportamentos são fisiologicamente e funcionalmente relacionados entre si, e muitas vezes apresentam estereotipia e um sequência bem definida de apresentação. Dependendo da disponibilidade e importância do recurso, do tamanho do oponente, o comportamento agonístico pode passar da apresentação de complexos rituais para um embate propriamente dito, ocorrendo até mesmo, a morte.